# Hermann Schilling (Bankier)
Hermann Schilling (* 15. November 1893 in Frankfurt am Main; † 1961) war ein deutscher Bankier.

## Werdegang
Schilling absolvierte beim privaten Bankhaus Theodor Gunzenhäuser in Frankfurt eine Ausbildung zum Bankkaufmann. Ab 1923 war er Leiter der Frankfurter Filiale der Commerzbank. 1933 wechselte er in die Generaldirektion der Preußischen Staatsbank (Seehandlung). Unter dem preußischen Finanzminister Johannes Popitz war er Staatsfinanzrat. Über Popitz knüpfte er Kontakte zu den Widerstandskreisen des 20. Juli. Von 1947 bis 1956 war er Teilhaber des Bankhauses Brinckmann, Wirtz & Co. in Hamburg.

## Ehrungen
- 1953: Großes Verdienstkreuz der Bundesrepublik Deutschland